# Atractotomus oaxaca
Atractotomus oaxaca är en insektsart som beskrevs av Stonedahl 1990. Atractotomus oaxaca ingår i släktet Atractotomus och familjen ängsskinnbaggar. Inga underarter finns listade i Catalogue of Life.